# Szabó-Patay József
Szabó-Patay József (Rimaszombat, 1887. június 23. – Budapest, 1945. december 15.) biológus, zoológus, muzeológus.

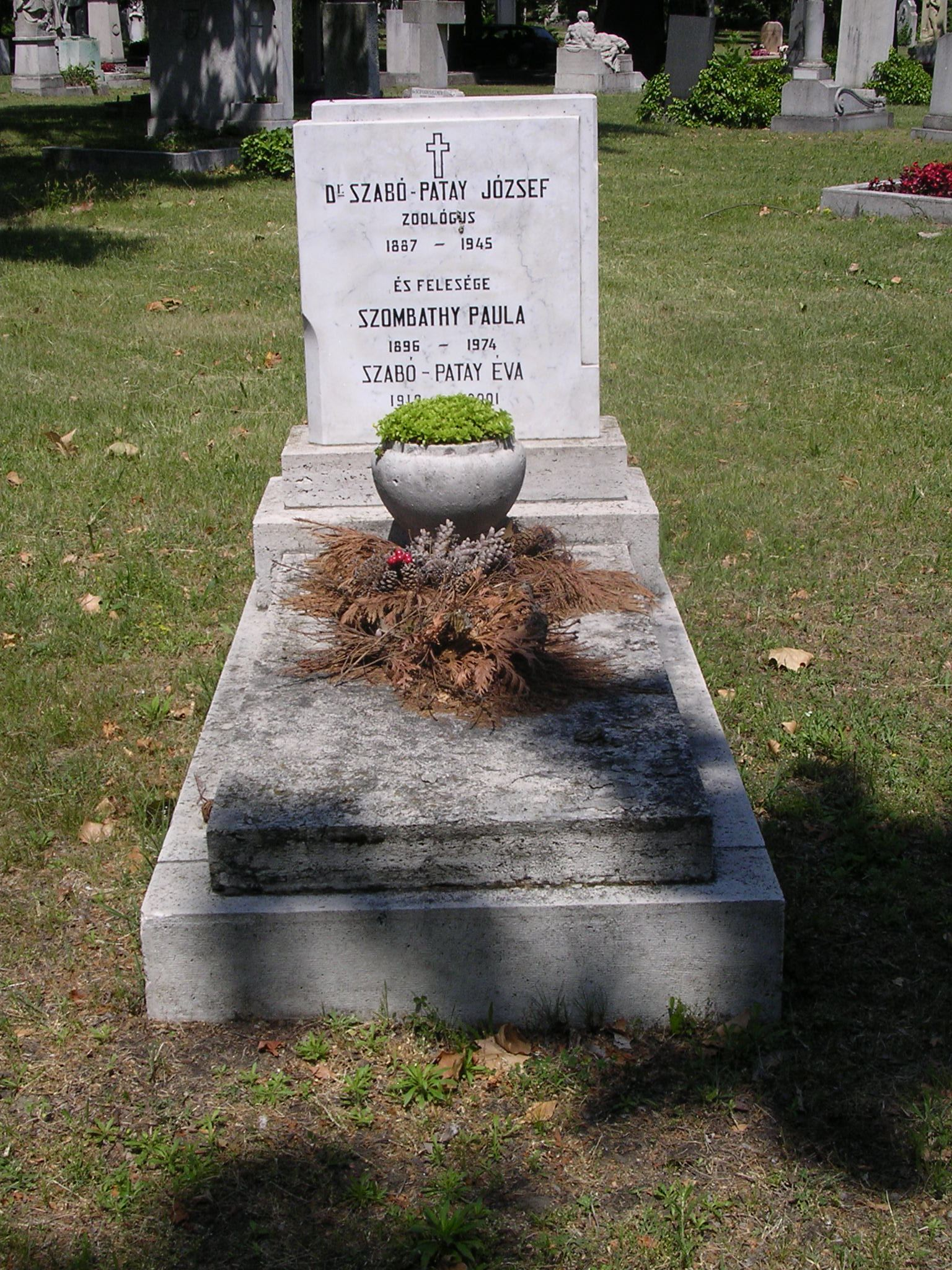
Sírja 2005-ben

## Élete
Szabó Józsefként született, és eleinte ezen a néven is publikált. A Szabó-Patay nevet 1910-ben vette fel.
Budapesten, a Fiumei úti sírkert 11. parcellájában nyugszik (1/a sor, 48. sír). Sírja 2007 óta védett.

## Munkássága, pályafutása
Elsősorban a hangyák (Formicidae) életmódját kutatta. A Természettudományi Közlöny szerkesztőjeként jelentős ismeretterjesztő tevékenységet végzett, és nagy szerepet vállalt kiállítások építésében is.

### Munkahelyei
A Magyar Nemzeti Múzeum állattárában:
- gyakornok (1910–1914),
- múzeumi segédőr (1914–1919),
- múzeumi őr (1919–1936),
- igazgató-őr (1936–1940);

1910-ben Mocsáry Sándor nyugdíjazása után bízták rá a hártyásszárnyú gyűjtemény gondozását, ede a gyűjtemény élére kinevezését csak 1914-ben kapta meg.
Az Országos Természettudományi Múzeumban:
- helyettes főigazgató (1940–1943),
- főigazgató (1943–1945).

Az általa alapított gödöllői Méhészeti Kutató Állomás vezetője (1928–1938).

### Tisztségei
A Természettudományi Közlöny szerkesztője (1925–1935: Gombocz Endrével és Gorka Sándorral; 1936–1944: Gombocz Endrével).
A Magyar Természettudományi Társulat másodtitkára (1924–1944). Az Országos Méhészeti Egyesület tiszteleti tagja.

## Fontosabb művei

### Rovartan
- Szabó-Patay József: Hazánk hadakozó, rabszolgatartó és élősködő hangyái. Budapest, 1915. Pesti Lloyd-Társ. 11 old.
- Szabó-Patay József: A rovarok, mint a hazánkban előforduló fertőző betegségek terjesztői és az ellenük való védekezés. Budapest, 1915. Rovartani lapok 22. köt. 4-10. füzet (1915. április-október) pp. 127–130.
- Szabó-Patay József: Az Aphelochirus lélekzőkészülékének szerkezete és működése. Állattani Közlemények. A Magyar Természettudományi Társulat Állattani Szakosztályának folyóirata. 17. köt. Budapest, 1918. pp. 48–65.[6]

#### Taxonómia
- Szabó-Patay József, 1926: Trois Orectognathus nouveaux de la collection du Musée National Hongrois. Ann. Hist.-Nat. Mus. Natl. Hung. 24: 348–351.
- Szabó, József, 1909: De duabus speciebus novis Formicidarum generis Epitritus Em. Arch. Zool. (Budapest) 1: 27–28.
- Szabó, József, 1910: Formicides nouveaux ou peu connus des collections du Musée National Hongrois. [part]. Ann. Hist.-Nat. Mus. Natl. Hung. 8: 364–368.
- Szabó, József, 1910: Uj hangya Uj-Guineából. Rovartani Lapok 17: 186.[7]

### Tudománytörténet
- Beke Manó, Cholnoky Jenő, Halasy-Nagy József, Pethő Sándor, Rapaics Raymund, Supka Géza, Szabó-Patay József: A gondolat úttörői I. Dante Könyvkiadó
- Aujeszky Aladár, Beke Manó, Cholnoky Jenő, Dávid Lajos, Harsányi Kálmán, Kövesligethy Radó, Lenhossék Mihály, Halasy-Nagy József, Pethő Sándor, Rapaics Raymund, Supka Géza, Szabó-Patay József: A gondolat úttörői II. Dante Könyvkiadó

### Ismeretterjesztő
- Szabó-Patay József: Tropusi hangya a budapesti állatkert növényházában. Rovartani lapok 24. köt. 3-4. füzet (1917. márczius-április) pp. 35–37.